# Васильев, Андрей Борисович
Андрей Борисович Васильев (13 ноября 1960, Иваново, РСФСР, СССР) — советский футболист.

## Карьера
Андрей Васильев — воспитанник СДЮШОР-1 «Текстильщик» из города Иваново. С 1978 по 1985 годы выступал за родной Текстильщик из Иваново, за исключением сезона 1982 года, когда Васильев провёл один матч в Высшей Лиге за бакинский «Нефтчи». С 1986 по 1989 годы играл за махачкалинское «Динамо», за который провёл 84 матча и отличился 4 раза. Далее был «Металлург» из Магнитогорска, завершал же карьеру в каспийском «Каспие». С 2001 по 2007 годы работал массажистом в «Анжи». С 2008 по 2014 годы был массажистом и физиотерапевтом в «Атырау».